# Bataille d'Almoster
Guerre civile portugaise
Batailles
- Coruche
- Vila da Praia (navale)
- Porto
- Ponte Ferreira
- Souto Redondo
- Cap Saint-Vincent (navale)
- Alcácer do Sal
- Pernes
- Almoster
- Sant’Ana
- Asseiceira

La bataille d'Almoster est livrée le 18 février 1834 pendant la guerre civile portugaise. Elle oppose près d'Almoster, dans la municipalité de Santarem les troupes libérales commandée par le maréchal Saldanha, aux forces  absolutistes du général Lemos, et se termine par la défaite de ces dernières .

## Contexte
Santarem est un point d'appui Migueliste dont la domination n'existe pas seulement dans cette ville. En effet, malgré plusieurs victoires Libérales dans le Nord du Portugal, les territoires de Trás-os-Montes, du Minho et Beira Alta sont toujours entre les mains de Michel Ier de Portugal, qui dispose également d'un grand nombre de milices qui lui sont fidèles dans le sud du pays .

## Bataille
Le Maréchal Saldanha, commandant des forces Libérales, maintient le siège de Santarem pour isoler les Miguelistes qui résistent dans la capitale du Ribatejo. Ses troupes ont l'avantage d'occuper des terres difficiles à conquérir car elles forment une gorge étroite entre des collines couvertes de buissons denses.
D'abord à l'offensive, sous le feu ennemi, l'infanterie Migueliste subit de lourdes pertes. Le sort des armes reste indécis jusqu'au moment où les cavaliers Libéraux coupent la retraite des Miguelistes vers le pont de Santa Maria. En parallèle, l'infanterie Libérale lance une charge à la baïonnette.
Voyant son infanterie risquer d'être décimée, le Général Lemos fait avancer sa cavalerie mais les lanciers Libéraux contre-attaquent. La défaite Migueliste est lourde et leurs pertes atteignent le millier d'hommes. Cependant, leur retraite permet d'éviter un nombre encore plus important de victimes. Du côté Libéral, il y a également des pertes significatives à déplorer, dont la mort du colonel Miranda.

## Conséquences
Cette bataille d'Almoster met fin aux espoirs du roi Michel Ier de reconquérir Lisbonne et, éventuellement, de gagner la guerre .

## Référence
- (pt) Cet article est partiellement ou en totalité issu de l’article de Wikipédia en portugais intitulé « Batalha de Almoster » (voir la liste des auteurs).

1. 1 2 3 4  Luz Soriano, Histoire de la guerre civile et l'établissement du gouvernement parlementaire au Portugal comprendre l'histoire de la diplomatie militaire et politique de ce royaume de 1777 à 1834. Lisboa : Imprensa Nacional, 1866-1890